# Бруно Лулай
Бруно Лулай (алб. Bruno Lulaj, нар. 2 квітня 1995, Ельбасан) — албанський футболіст, захисник клубу «Ельбасані».

## Клубна кар'єра
Народився 2 квітня 1995 року в місті Ельбасан. Вихованець футбольної школи клубу «Паніоніос».
У дорослому футболі дебютував 2014 року виступами за команду клубу «Скендербеу», в якій провів два сезони, взявши участь лише у 5 матчах чемпіонату. 
Своєю грою за цю команду привернув увагу представників тренерського штабу клубу «Лачі», до складу якого приєднався 2016 року на правах оренди. Відіграв за команду з Лачі наступний сезон своєї ігрової кар'єри. Більшість часу, проведеного у складі «Лачі», був основним гравцем захисту команди.
До складу клубу «Скендербеу» повернувся 2017 року. 

## Виступи за збірні
У 2013 році дебютував у складі юнацької збірної Албанії, взяв участь у 4 іграх на юнацькому рівні.
Протягом 2014–2016 років залучався до складу молодіжної збірної Албанії. На молодіжному рівні зіграв у 16 офіційних матчах.

## Статистика виступів

### Статистика клубних виступів
| Сезон               | Команда             | Чемпіонат           | Чемпіонат | Чемпіонат | Національний кубок | Національний кубок | Національний кубок | Континентальні кубки | Континентальні кубки | Континентальні кубки | Інші змагання | Інші змагання | Інші змагання | Усього | Усього |
| Сезон               | Команда             | Ліга                | Ігор      | Голів     | Ліга               | Ігор               | Голів              | Ліга                 | Ігор                 | Голів                | Ліга          | Ігор          | Голів         | Ігор   | Голів  |
| ------------------- | ------------------- | ------------------- | --------- | --------- | ------------------ | ------------------ | ------------------ | -------------------- | -------------------- | -------------------- | ------------- | ------------- | ------------- | ------ | ------ |
| 2014–15             | «Скендербеу»        | ЧА                  | 3         | 0         | КА                 | 3                  | 2                  | ЛЧ                   | -                    | -                    | СкА           | 0             | 0             | 6      | 2      |
| 2015–16             | «Скендербеу»        | ЧА                  | 2         | 0         | КА                 | 3                  | 0                  | ЛЧ                   | 0                    | 0                    | СкА           | 1             | 0             | 6      | 0      |
| 2016–17             | «Лачі»              | ЧА                  | 29        | 2         | КА                 | 1                  | 0                  | -                    | -                    | -                    | -             | -             | -             | 30     | 2      |
| 2017–18             | «Скендербеу»        | ЧА                  | 0         | 0         | КА                 | 0                  | 0                  | ЛЄ                   | 0                    | 0                    | -             | -             | -             | 0      | 0      |
| Усього «Скендербеу» | Усього «Скендербеу» | Усього «Скендербеу» | 5         | 0         |                    | 6                  | 2                  |                      | 0                    | 0                    |               | 1             | 0             | 12     | 2      |
| Усього за кар'єру   | Усього за кар'єру   | Усього за кар'єру   | 34        | 2         |                    | 7                  | 2                  |                      | -                    | -                    |               | 1             | 0             | 42     | 4      |